# American Head Charge
American Head Charge (Head Charge albo AHC) – amerykański zespół industrialno-metalowy z Minneapolis w stanie Minnesota. Muzyka grana przez zespół jest często określana jako hybryda chicagowskiego industrialowego zespołu Ministry i Slipknot. Zespół został założony w 1996 w centrum leczącym narkomanów w Plymouth w stanie Minnesota przez Camerona Heacocka i Chada Hanksa.

## Muzycy
| Obecny skład zespołu - Cameron Heacock – wokal prowadzący (1996–2009, od 2011) - Justin Fowler – instrumenty klawiszowe, wokal wspierający (2000–2009, od 2011) - Karma Singh Cheema – gitara (2004–2005, 2007–2009, od 2011) Muzycy koncertowi - Nick Quijano – gitara (2006) - Anthony Burke – gitara (2006, 2012) - Krister Pihl – gitara (2012) |  | Byli członkowie zespołu - Jamie White – instrumenty klawiszowe, wokal wspierający (1996) - Peter Harmon – perkusja (1997–2000) - Wayne Kile – gitara (1999–2002) - Aaron Zilch – instrumenty klawiszowe (1999–2003, 2015) - Dave Rogers – gitara (1996–2003) - Bryan Ottoson (zmarły) – gitara (2002–2005) - Benji Helberg – gitara (2005–2009) - Dane Tuders – perkusja (2006–2009) - Sin Quirin – gitara (2011–2012) - Ted Hallows – gitara (2013–2016) - Chris Emery – instrumenty klawiszowe (1997–2000), perkusja (2000–2006, 2011–2016) - Chad Hanks (Banks) – gitara basowa (1996–2009, 2011–2017) |

## Dyskografia
- Trepanation (1999)
- The War of Art (2001)
- The Feeding (2005)
- Can't Stop the Machine (2007)
- Shoot (2013)
- Tango Umbrella (2016)